# Мохаммед Аль-Хараші
Мохаммед Аль-Хараші (араб. محمد الخراشي; нар. 7 січня 1956, Ер-Ріяд) — саудівський футбольний тренер, який протягом декількох періодів своєї кар'єри керував збірною Саудівської Аравії.

## Кар'єра тренера
З кінця 1980-х працював з юнацькими саудівськими командами.
Згодом входив до тренерського штабу національної збірної Саудівської Аравії. Наприкінці жовтня 1993 року провів свою першу гру на чолі цієї команди, виконував обов'язки її головного тренера під час гри відбору на ЧС-1994 проти збірної Ірану, яку саудівці виграли з рахунком 4:3.
Врешті-решт саудівська збірна пробилася на мундіаль 1994 року і там під керівництвом Хорхе Соларі вийшла до стадії плей-оф. Після програшу в 1/8 фіналу змагання аргентинський фахівець залишив команду і його наступником на посаді головного тренера збірної Саудівської Аравії став Аль-Хараші. Під його керівництвом команда в листопаді того ж 1994 року уперше своїй історії стала переможцем Кубка націй Перської затоки.
За два місяці, у січні 1995 року саудівці у статусі господарів турніру брали участь у другому розіграші Кубка конфедерацій, де з однаковим рахунком 0:2 програли обидві гри у своїй групі данцям і мексиканцям відповідно. Після турніру Аль-Хараші був звільнений і на його місце був призначений бразилець Зе Маріо.
Аь-Хараші продовжував працювати у тренерському штабі збірної при наступних головних тренерах, зокрема вирушив на чемпіонат світу 1998 року як асистент тодішнього головного тренера саудівської збірної, чергового бразильця Карлоса Паррейри. На мундіалі саудівці почали змагання з двох поразок від данців (0:1) та французів (0:4), завчасно втративши шанси на повторення успіху чотирирічної давнини і вихід до плей-оф. Відразу ж після другої гри Паррейру було звільнено і чемпіонат світу збірна завершувала під керівництвом Аль-Хараші. По суті третій прихід тренера до керма національної команди тривав лише одну гру — у заключному турі групового етапу Саудівська Аравія розійшлася миром з ПАР (2:2), заробивши таким чином своє перше і єдине очко на ЧС-1998.